# AEW Big Business
Big Business fue un especial de televisión que se transmitió en vivo el 13 de marzo de 2024 por el canal televisivo estadounidense TBS, como especial del programa de televisión semanal Dynamite desde el TD Garden en Boston, Massachusetts.

## Antecedentes
En el episodio del 7 de febrero de Dynamite, el presidente de AEW, Tony Khan anunció que celebraría un evento el 13 de marzo en el TD Garden de Boston, Massachusetts titulado "Big Business". También continuó diciendo que será una noche muy importante para la lucha libre profesional. El evento se emitirá como un especial de televisión del programa de televisión semanal de Dynamite emitiendose en directo en TBS.

## Resultados
- Samoa Joe derrotó a Wardlow y retuvo el Campeonato Mundial de AEW.
  - Joe dejó inconsciente a Wardlow después de un «Coquina Clutch».
- The Elite (Kazuchika Okada, Matthew Jackson & Nicholas Jackson) derrotó a Eddie Kingston & Death Triangle (Penta El Zero M & PAC) (con Alex Abrahantes).
  - Okada cubrió a Kingston después de un «Rainmaker».
- Jay White (con Austin Gunn & Colten Gunn) derrotó a Darby Allin.
  - White cubrió a Allin después de un «Blade Runner».
  - Después de la lucha, The Bang Bang Gang atacó a Aliin, pero fueron detenidos por The Acclaimed (Max Caster, Anthony Bowens & Billy «Daddy Ass») quienes fueron superados.
- Chris Jericho & Hook derrotaron a Gates of Agony (Toa Liona & Kaun).
  - Hook forzó a Kaun a rendirse con un «Redrum».
- Willow Nightingale derrotó a Riho.
  - Nightingale cubrió a Riho después de un «Doctor Boom».
  - Después de la lucha, Julia Hart y Skye Blue atacaron a Nightingale, pero fueron detenidas por Mercedes Moné, quien hizo su debut en AEW.